# Lorenzo Fortunato
Lorenzo Fortunato (ur. 9 maja 1996 w Bolonii) – włoski kolarz szosowy.

## Osiągnięcia
Opracowano na podstawie:

2013
- 2. miejsce w GP Sportivi Sovilla
- 1. miejsce w Trofeo Guido Dorigo

2014
- 3. miejsce w GP Général Patton
  - 1. miejsce w klasyfikacji punktowej

2021
- 1. miejsce na 14. etapie Giro d’Italia
- 1. miejsce w Adriatica Ionica Race
  - 1. miejsce w klasyfikacji górskiej
  - 1. miejsce na 2. etapie

2022
- 2. miejsce w Vuelta a Asturias
- 1. miejsce w klasyfikacji górskiej Okolo Slovenska

2023
- 1. miejsce w Vuelta a Asturias
  - 1. miejsce na 2. etapie

2024
- 1. miejsce w klasyfikacji górskiej Critérium du Dauphiné

2025
- 3. miejsce w Ardèche Classic
- 4. miejsce w Tour de Romandie
  - 1. miejsce na 2. etapie
- 1. miejsce w klasyfikacji górskiej Giro d’Italia
- 2. miejsce w Vuelta a Burgos

## Rankingi
| Rok             | 2016  | 2017  | 2018  | 2019 | 2020 | 2021 | 2022 | 2023 | 2024 |
| --------------- | ----- | ----- | ----- | ---- | ---- | ---- | ---- | ---- | ---- |
| World Ranking   | 2282. | 2475. | 2039. | 811. | 477. | 160. | 236. | 206. | 154. |
| UCI Europe Tour | 1512. | 1604. | 1356. | 591. | 394. | 137. | 193. | -    | 125. |
|                 |       |       |       |      |      |      |      |      |      |
| Źródło: UCI     |       |       |       |      |      |      |      |      |      |